# جفت طوسی

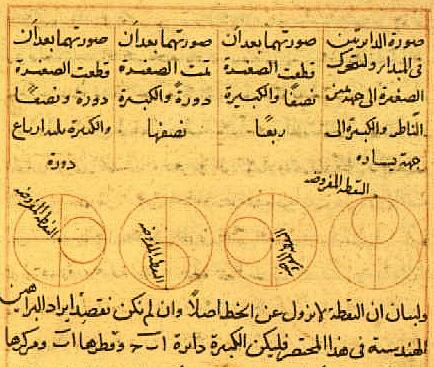
جفت توسی، رسم‌شده توسط خود وی

جفت طوسی یک سازوکار ریاضی است که خواجه نصیرالدین طوسی آن را کشف کرد و به عنوان بخشی از نظریه سیارات خویش به کار برد.
این سازوکار در ساده‌ترین حالت بدین شرح است که اگر دایره‌ای کوچک داخل دایره‌ای بزرگ‌تر که شعاعی ۲ برابر آن دارد محاط و بر آن مماس شود، با دوران دایره کوچک روی محیط دایره بزرگ، هر نقطه‌ای از دایرهٔ کوچک در مسیر حرکت خود قطری منحصربه‌فرد از دایره بزرگ را رسم می‌کند.
خواجه نصیرالدین طوسی برای اولین بار در قرن ۱۳ میلادی کشف کرد که اگر دایره‌ای داخل دایره‌ای بزرگ‌تر که شعاعی ۲ برابر آن دارد بر آن مماس شود، با دوران دایره کوچک روی محیط دایره بزرگ، هر نقطه‌ای از دایرهٔ کوچک در مسیر حرکت خود قطری منحصربه‌فرد از دایره بزرگ را رسم می‌کند.

## کاربردها

### چرخ‌نگارها
با نشان کردن نقطه ای ثابت در داخل یا خارج دایره کوچک بسته به آن نقطه می‌توان به بیضی‌های جالبی رسید که بعنوان چرخنگار استفاده شده است.

چرخ‌نگار با استفاده از ایده خواجه نصیر طوسی

### کاربرد در ماشینها
با تبدیل دوایر طوسی به چرخ‌دنده می‌توان حرکت خطی و دورانی را به هم تبدیل کرد و این اخیراً در ساخت موتورهایی بدون میل لنگ استفاده شده است.